# 斎藤光顕
斎藤 光顕（さいとう みつあき、1948年 - ）は、日本の時代小説家。

## 人物
- 日本歴史時代作家協会会員。
- 剣道五段 - 大野操一郎九段、岩瀬武生八段、前島七郎七段に師事。

## 略歴
- 1948年（昭和23年）東京都杉並区生まれ[2]。
- 1966年（昭和41年）東京都立富士高等学校卒業。
- 1972年（昭和46年）獨協大学経済学部卒業。
- 1972年（昭和46年）日本電信電話公社（NTT）入社。
- 2011年（平成23年）NTTファシリティーズ退職。

## 受賞歴
- 第7回（2007年度）「歴史浪漫文学賞」優秀賞受賞「新陰流活人剣」
- 第24回（2024年度）「歴史浪漫文学賞」特別賞受賞「秀吉の嘘 小田原北条戦記」

## 著書
- 『剣豪異聞』（ぼいす）
- 『夢の彷徨』（ぼいす）
- 『新の陰流』（2005年、郁朋社、ISBN 4-87302-301-7）
- 『新陰流活人剣』（2007年、郁朋社、ISBN 978-4-87302-401-1）
- 『細川忠利兵法異聞』（2012年、郁朋社、ISBN 978-4-87302-532-2）
- 『水無月の雨 細川家騒動』（2020年、郁朋社、ISBN 978-4-87302-709-8）
- 『秀吉の嘘 小田原北条戦記』（2024年、郁朋社、ISBN 978-4-87302-833-0）